# Mariel
Mariel é um município cubano da província de Artemisa, localizado a aproximadamente 40 km a oeste da capital Havana. Fica situada no lado sudeste da baía de Mariel. No entorno de Mariel estão localidades importantes como La Boca, Henequen, Mojica, Quiebra Hacha e Cabañas.
A leste da baia existe um porto, uma fábrica de cimento e uma estação elétrica, que contribuem  com altos níveis de contaminação ambiental. No oeste da baía existe uma base desativada de submarinos, referida como Área de livre-comércio.
O porto de Mariel é o mais próximo dos Estados Unidos. Em 1980, mais de 125 mil cubanos fugiram de Cuba por Mariel emigrando para os Estados Unidos. Este êxodo foi denominado Êxodo de Mariel. Apesar de a maioria ter conseguido, muitos outros morreram no oceano. Ficaram conhecidos como "marielitos".

## Demografia
Em 2004, o município de Mariel tinha uma população  de 42.504. Com uma área total de 269 km, e tem uma densidade populacional de 158.0|/km2.